# El menjar dels déus
El menjar dels déus (títol original en anglès: The Food of the Gods) és una pel·lícula dels Estats Units dirigida per Bert I. Gordon, el 1976. Ha estat doblada al català.

## Argument
Morgan, un jugador de futbol professional i el seu amic Davis han decidit passar alguns dies de diversió en una illa canadenca pràcticament deserta. Ràpidament, Davis desapareix misteriosament. Morgan decideix llavors examinar els voltants i és atacat per un pollastre gegant. Fugint amb dificultats de les potes acerades del gegantesc volàtil, el nostre heroi troba una grangera que li fa una ben estranya revelació. En efecte, la terra de l'illa conté una estranya matèria oleaginosa ("l'aliment dels déus") que, barrejada amb els aliments, té la particularitat de fer créixer tot animal que l'absorbeix. Morgan, comprenent ràpidament que l'illa és infestada de bèsties de proporcions inimaginables, prova, en companyia dels autòctons, turistes i uns altres financers poc escrupolosos que desitgen explotar la substància extreta del sòl, sobreviure als assalts de les bestioles famolenques que s'han tornat molt agressives.

## Repartiment
- Marjoe Gortner: Morgan
- Pamela Franklin: Lorna Scott
- Ralph Meeker: Jack Bensington
- Jon Cypher: Brian
- Ida Lupino: Sra. Skinner
- John McLiam: Mr Skinner
- Belinda Balaski: Rita
- Tom Stovall: Thomas
- Chuck Courtney: Davis
- Reg Tunnicliffe: el que esperava el ferry

## Al voltant de la pel·lícula
- El rodatge es desenvolupà a Bowen Island, a la Colúmbia Britànica.
- La pel·lícula, que és continuació de Village of the Giants (1965), serà continuada per La maledicció de les rates (1989).
- El cineasta, que ja havia posat en escena aranyes gegants en Earth vs. the Spider (1958), rodarà l'any següent L'imperi de les formigues gegants (1977), també una adaptació d'una novel·la de l'escriptor H. G. Wells.

## Premis i nominacions
- Nominació al Premi a la millor pel·lícula de terror, per l'Acadèmia de cinema de Ciència-ficció, fantàstic i de terror el 1977.
- Licorne d'or al Festival internacional de París de cinema fantàstic i de ciència-ficció.

En el seu llibre The Golden Turkey Awards (1980), el crític Michael Medved li atorga el premi al pitjor film de rosegadors.